# جيسي إس. ميلر
جيسي إس. ميلر (بالإنجليزية: Jesse S. Miller)‏ هو عالم نفس أمريكي، ولد في 1940 في بروكلين في الولايات المتحدة، وتوفي في 29 مارس 2006 في كاليفورنيا في الولايات المتحدة.